# Fils (roman)
Pour les articles homonymes, voir Fils.
Fils est un roman de Serge Doubrovsky publié en 1977 aux éditions Galilée. C'est le premier roman désigné par le terme autofiction, néologisme créé par l'auteur,.

## Titre
Le titre du roman a un double sens: il fait à la fois référence au tissage textuel (des fils) et à la notion de filiation (un fils).

## Historique
Initialement intitulé Monsieur Cas puis Le Monstre, Fils est rédigé entre 1970 et 1977. Au total, le manuscrit original est constitué de 9000 feuillets. Épurée avant publication, Fils est finalement réduit à près de 2700 puis 1200 pages ; la version définitive en contient quant à elle 460.
En 2014, le manuscrit est réédité dans sa version initiale, chez Grasset, sous le titre Le Monstre.

## Éditions
- Fils, éditions Galilée, 1977  (ISBN 2718600667)
  - rééd. Le Livre de poche, 1994  (ISBN 2253135712)
  - rééd. Gallimard, coll. « Folio », 2011  (ISBN 2070419452)
- Le Monstre, Grasset, 2014.  (ISBN 9782246851684)